# حلقة أدبية

تشبه الحلقة الأدبية بالنسبة لليافعين كنادي القراء للراشدين

الحلقة الأدبية تمثل بالنسبة لليافعين ما يمثله نادي القراءة للراشدين، لكن مع هيكلية ودقة وتوقعات أكبر. تهدف الحلقات الأدبية لتشجيع النقاش المدروس وحب القراءة لدى اليافعين، كما تسعى إلى «السماح للطلاب بالتدرب على مهارات القرّاء الجيدين وتطويرها. (دالاي، 2001).

## السمات الأساسية للحلقات الأدبية
تشمل سمات الحلقات الأدبية (دانيلز، 1994):
- يختار الأطفال مواد القراءة الخاصة بهم.
- تُشكّل مجموعات مؤقتة صغيرة، بحسب الكتاب المختار.
- تقرأ المجموعات المختلفة كتب مختلفة.
- تلتقي المجموعات وفقًا لجدول منتظم يمكن التنبؤ به.
- يستخدم الطلاب ملاحظات مكتوبة أو مرسومة لتوجيه قراءتهم ومناقشاتهم.
- الطلاب هم من يحددون الموضوعات التي ستُناقش.
- تهدف اجتماعات المجموعة إلى أن تكون عبارة عن أحاديث طبيعية ومفتوحة. غالبًا ما تنقسم المحادثات إلى مواضيع تتعلق بالطلاب أو غير متصلة بالكتاب الموجودة بين أيديهم، لكن النقاش يجب أن يعود في النهاية إلى الرواية والمواضيع المتصلة بها.
- يقوم المعلم بوظيفة الميسر والمراقب ويكون في كثير من الأحيان قارئًا إلى جانب الطلاب، وليس مدربًا لهم.
- تُعطى الأدوار أو الوظائف للطلاب حتى ينجزوها لكل اجتماع.
- يجب على المعلم أن يُري الطلاب كيف يؤدون كل وظيفة أو دور.
- يُقيّم الأطفال من خلال مراقبة المعلم كما من خلال تقييمهم الذاتي.
- تسود الغرفة حيث يجتمعون روح من المرح والمتعة.
- تتشكل مجموعات جديدة مع خيارات القراءة الجديدة.

## الأدوار في الحلقات الأدبية
فيما يلي قائمة بالأدوار التي تعطي مهمة لكل عضو في المجموعة. في كل مجموعة،  يقسم الطلاب المهام فيما بينهم. عند عودة المجموعات إلى الجلسة التالية، يبدّل الطلاب الأدوار، بحيث تتاح لكل طالب فرصة المشاركة في كل الأدوار بحلول نهاية «وحدة» الحلقات. مرة أخرى، فإن السيناريو المثالي هو التخلص في النهاية من الأدوار، على الرغم من أن العديد من المعلمين يختارون الاستمرار في استخدامها.

### مسهّل النقاش
يتضمن هذا الدور وضع قائمة بالأسئلة التي قد تناقشها المجموعة حول القسم الذي سيُناقش من الرواية خلال الاجتماع. يجب أن تكون الأسئلة مصممة لتعزيز النقاش الحيوي والأفكار حول الكتاب؛ يجب أن تكون الأسئلة المطروحة مفتوحة. يتوجه الشخص المناطة به هذه المهمة بأسئلة تهدف لإثارة النقاش.

### المعلّق
يتضمن هذا الدور تحديد بعض المقاطع المحفزة للتفكير أو تلك المضحكة والمثيرة للاهتمام أو المزعجة.  تنسخ الاقتباسات مع أرقام الصفحات المذكورة فيها بشكل صحيح. يمكن للطالب الموكلة إليه المهمة قراءة المقاطع بصوت عالٍ بنفسه أو الطلب من أحد أعضاء المجموعة الآخرين قراءتها. من هذه الفقرات تنبثق النقاشات والتعليقات.

### المصوّر
تستلزم هذه المهمة رسم صورة أو مشهد متعلق بجزء من الرواية، كما يمكن استخدام الصور المجمعة من المجلات ومن الإنترنت والوسائط الأخرى.  يشارك الطالب الذي يؤدي هذا الدور العمل الفني مع المجموعة، موضحًا الفقرات المتعلقة بها. غالبًا ما يؤدي الطلاب الذين لا يحبون الكتابة هذا الدور بشكل جيد. عادة ما تولّد الصور نقاشات مثيرة للاهتمام.

### الرابط
يتضمن هذا الدور تحديد المقاطع المهمة في الرواية وربطها بالحياة ومواقف منها قد تكون متعلقة بالمدرسة أو العائلة أو الأصدقاء...

### الملخص
يتضمن هذا الدور إعداد ملخص موجز للمادة المخصصة لجلسة ذلك اليوم. يعتبر الملخّص الجيد مهمًا للحلقات الأدبية، إذ يمكنه مساعدة أقرانه على رؤية الصورة العامة.

### المحقق
يتضمن هذا الدور العمل الاستقصائي، إذ يجب على المحقق العثور على معلومات أساسية حول أي موضوع يتعلق بالكتاب، وخاصة المعلومات التاريخية أو الجغرافية أو الثقافية أو الموسيقية أو غيرها من المعلومات التي يمكنها مساعدة القراء على التواصل مع الرواية.